# Cinq à sept avec Arthur
 (mai 2016).
Si vous disposez d'ouvrages ou d'articles de référence ou si vous connaissez des sites web de qualité traitant du thème abordé ici, merci de compléter l'article en donnant les références utiles à sa vérifiabilité et en les liant à la section « Notes et références ».
Cinq à sept avec Arthur est une émission de télévision française présentée par Arthur et diffusée sur TF1 entre le 6 juin 2016 et le 1er juillet 2016,.
Cette émission était auparavant diffusée le vendredi en deuxième partie de soirée sous le nom de L'Hebdo Show. Après 5 semaines de diffusion, l'émission hebdomadaire passe en direct et en quotidienne. Le but de cette diffusion en pré-access est de concurrencer l'émission Touche pas à mon poste ! présentée par Cyril Hanouna, qui réalise à cette époque d'excellentes audiences. À la suite de diverses difficultés et de l'Euro 2016, l'émission est coupée en deux parties (Cinq à sept Les Rois de l'actu puis Cinq à sept avec Arthur) et finalement arrêtée le 1er juillet.

## Concept
Dans cette émission, diffusée en direct, Arthur et ses chroniqueurs reviennent sur l'actualité. 
Grâce à un mur d'écrans connecté en direct, 24 téléspectateurs français réagissent depuis chez eux. Deux invités sont présents à chaque émission, et ensemble, ils se livrent à des jeux, quiz, micro-trottoirs ou encore parodies.

## Diffusion
L'émission a débuté le 6 juin 2016 et diffusée du lundi au vendredi de 17 h à 19 h sur TF1. À la suite de diverses difficultés et de l'Euro 2016, l'émission est coupée en deux parties (Cinq à sept Les Rois de l'actu puis Cinq à sept avec Arthur) malgré cela, l'émission est arrêtée le 1er juillet 2016.

## Chroniqueurs
- Artus, comédien et humoriste
- Christophe Beaugrand, animateur de radio, et de télévision (notamment de Secret Story)
- Leïla Ben Khalifa, mannequin, comédienne, animatrice de télévision, gagnante de Secret Story 8
- Christine Bravo, animatrice de télévision et de radio
- Bruno Guillon, animateur de télévision et de radio
- Jarry, humoriste et metteur en scène
- Manu Levy, animateur de radio et de télévision
- Charlotte Namura, journaliste sportive
- Carole Rousseau, animatrice de télévision
- Thomas Séraphine, comédien et humoriste
- Titoff, comédien et humoriste
- Cartman, comédien et animateur de radio et de télévision
- Thérèse Hargot, sexologue
- Tanguy Pastureau, humoriste
- Frédéric Restagno, physicien
- Walter, humoriste
- Rachid Badouri, comédien et humoriste
- Aria Crescendo (ko), chanteuse et professeure de yoga
- Christian Etchebest, chef cuisinier
- Daniel Morin, journaliste
- Anne-Sophie Girard, comédienne et humoriste
- Philippe Lelièvre, comédien
- Florent Peyre, humoriste
- Kevin Razy, comédien et humoriste
- Ahmed Sylla, comédien et humoriste
- Claudia Tagbo, comédienne et humoriste
- Arnaud Tsamere, comédien et humoriste
- Marianne James, auteur-compositrice-interprète (musique lyrique essentiellement), guitariste et actrice
- Maxime Tabart, magicien
- Laetitia Barlerin, vétérinaire

## Invités
Ci-dessous, le détail du nombre de participations de chaque personne ayant été au moins une fois présente dans l'émission :

## Rubriques
- La Couscoussière aux cadeaux (Les téléspectateurs peuvent gagner jusqu'à 10 000 euros en tournant la couscoussière !)
- Le Roi de l'actu (Les talents et les invités jouent avec l'actualité, et le meilleur talent obtient la couronne du roi de l'actu)
- Le Zap à la demande (Les talents peuvent diffuser les vidéos qu'ils ont aimé)
- L'Info Pastureau (Tanguy Pastureau décrypte l'actualité avec humour)
- Le Portrait craché de Walter (Walter réalise le portrait de l'invité du jour)
- Cartman in the street (Cartman joue avec les français dans la rue)
- L'Instant Beaugrand (Christophe Beaugrand donne toutes ses infos exclusives sur les people)
- Insta Drame (Toutes les pépites du net sont dénichées par Charlotte Namura)
- Le Kikesoumakwette ? : (Une personnalité se cache sous une couette, les chroniqueurs doivent la découvrir)

## Audiences
Légende
On remarque des audiences qui ne sont pas au rendez-vous au contraire L'Hebdo Show avec Arthur avait fait de meilleures audiences en deuxième partie de soirée.

Les plus hauts chiffres d'audience

Les plus bas chiffres d'audience